# Przedbórz
Przedbórz er en by i Polen, i Lodz-voivodskab (Łódź-voivodskab, Województwo łódzkie). Przedbórz ligger ved floden Pilica (flod).
- befolkning: 3.835 (2004)

## Natur
- Pilica (flod)
- Przedborski Park Krajobrazowy
- Sulejowski Park Krajobrazowy

## Turisme
- Kirke (14. århundrede)
- Slot (ruin) (14. århundrede)
- Rådhus (19. århundrede)
- Museum (Muzeum Ludowe Ziemi Przedborskiej)
- Przedborski Park Krajobrazowy
- Sulejowski Park Krajobrazowy
- Kajak-vejen på floden Pilica – 228 km: Zarzecze ved Szczekociny – Przedbórz – Faliszew – Skotniki (Aleksandrów Kommune) – Sulejów – Tomaszów Mazowiecki – Spała – Inowłódz – Żądłowice – Grotowice – Domaniewice – Nowe Miasto nad Pilicą – Białobrzegi – Warka – Pilicas mundingen til floden Wisła

## Byer ved Przedbórz
- Radomsko
- Piotrków Trybunalski
- Sulejów
- Częstochowa
- Włoszczowa
- Końskie

## Landsbyer ved Przedbórz
- Bąkowa Góra
- Czermno
- Skotniki
- Wielgomłyny